# Giovanni Pontano

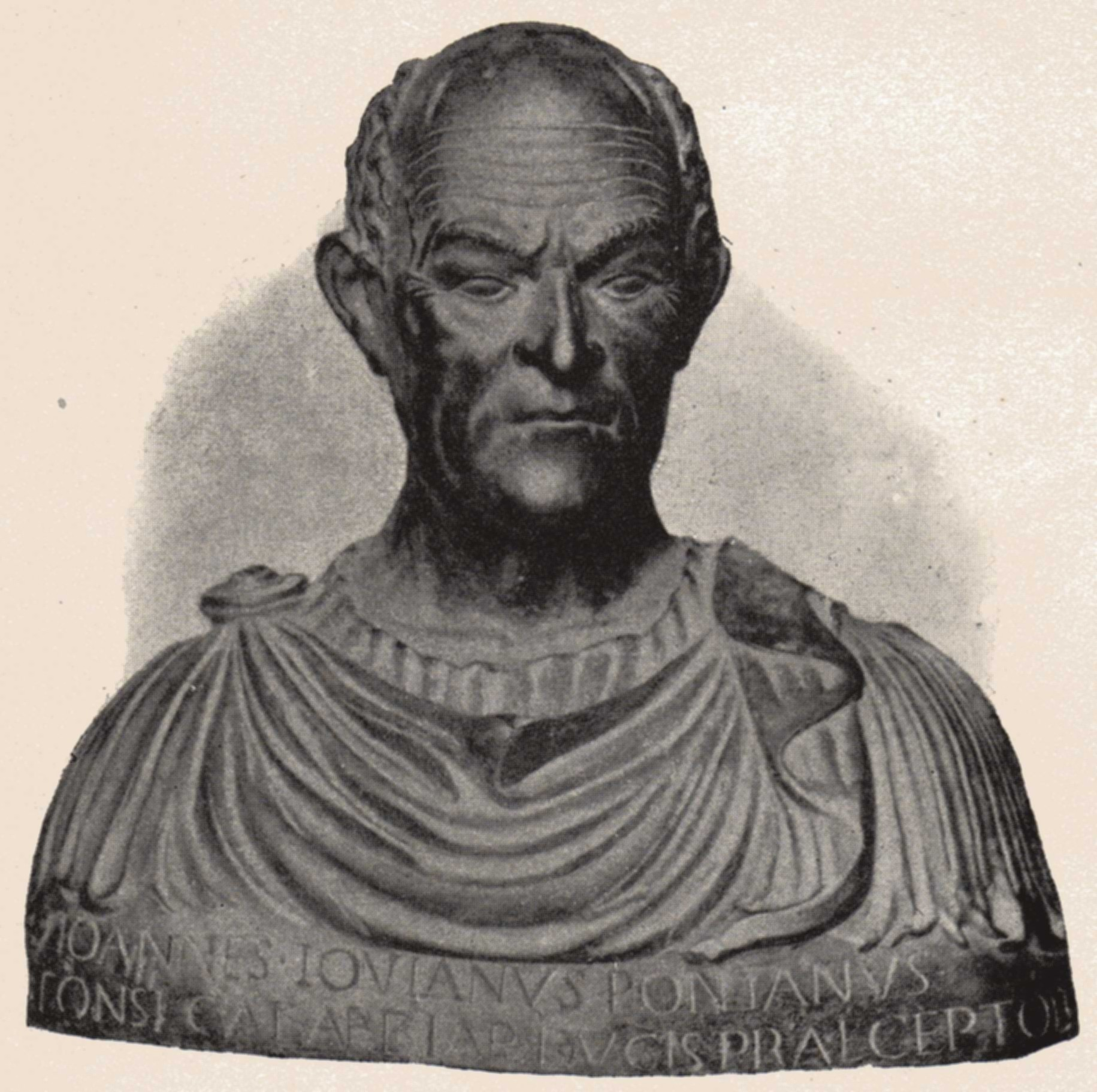
Bronzen buste van Giovanni Pontano in het Museo di Sant'Agostino in Genua, gemaakt door Adriano Fiorentino, ca. 1490

Giovanni Gioviano Pontano, Latijn: Iohannes Iovianus Pontanus, (Cerreto di Spoleto, 7 mei 1426 – Napels, 17 september 1503) was een Italiaanse humanist en dichter.

## Levensloop
Giovanni Pontano werd geboren als zoon van een advocaat. Zijn vader was Giacomo Pontano, die zijn vijftien jaar oude nicht, Cristiana Pontano, getrouwd had. Giovanni was een van hun kinderen en de enige jongen. Zijn vader werd tijdens een aanval bij Norcia vermoord, toen Giovanni nog een kind was. Zijn moeder Cristiana en haar moeder Leonarda namen de kinderen mee naar Perugia, waar een oom, Tommaso Pontano, kanselier was en waar hij onderwezen werd.
In 1447 keerde hij terug naar Cerreto, om te proberen het familiekapitaal, dat verloren was gegaan na de moord op zijn vader, terug te winnen. Toen hij daarin niet slaagde, vertrok hij naar Napels, waar hij in 1448 in dienst kwam van Alfons I van Napels. Hij werd ontvangen in het huishouden van Giulio Forte van Messina, hoofd van de schatkist. In 1457-58 onderwees hij Juan II van Navarre, die later aartsbisschop van Saragossa werd. Ook was hij docent van Alfons II van Napels, de kleinzoon van Alfons I. Hij werd bevriend met Panormita en werd lid van een literair gezelschap, dat later bekendstond als de Accademia Pontaniana.
Van 1447 tot 1495 diende hij de koningen uit de Aragon-dynastie in Napels als adviseur, militair secretaris en kanselier (1486).
Tussen 1475 en 1482 was hij secretaris van Ippolita Maria Sforza, de vrouw van Alfons II. Dit was een zeer welvarende tijd voor Pontano: door de vrede en zijn goede betrekking kon hij zich een nieuw huis veroorloven, vlak bij de tombe van Vergilius in Napels.
In 1487 werd Pontano (volgens hedendaagse terminologie) premier. Zijn taken waren diplomatische onderhandelingen voor de koning; de leiding over de verdediging van de kust tegen de Turken en piraten; de organisatie van het leger en de marine; administratie van de rechtbanken; financiën en publieke werken in het koninkrijk.
In zijn politieke carrière was hij verwikkeld in allerlei politieke affaires (oorlog met het pausdom; de oorlog van de baronnen Italië; de verdrijving en het herstel van de Aragon-dynastie), die uiteindelijk uitliepen op het verraad van zijn koning door zijn vredesonderhandelingen met de Franse koning Karel VIII. Hij had hem welkom geheten in Napels en werd daarom ontslagen. Hij werd later vergeven, maar nam zijn baan niet meer terug.
Zijn eerste vrouw, Ariana Sassone, noemde hij Ariadna, naar de mythologische vrouw. Hij trouwde haar op 1 februari 1461. In 1462 werd zijn eerste kind geboren: Aurelia Domitilla en zij werd in 1463 gevolgd door Eugenia. In 1464 werd zijn derde dochter, Lucia Marzia (overleden in 1479), geboren. Ten slotte werd in 1469 zijn eerste, en enige wettelijke, zoon geboren: Lucio Francesco kwam op 21 maart ter wereld. Na zijn huwelijk met Adriana (zij stierf in 1490 tijdens een bezoek aan de baden) begon Pontano een relatie met een meisje uit Ferrara. Wij kennen haar alleen als Stella. Zij kregen één zoon, Lucilio, maar hij stierf al na vijftig dagen. Ook zijn enige zoon uit zijn eerste huwelijk was reeds overleden. Giovanni was o.a. bevriend met Panormita, regeringsleider Antonello Petrucci, Marino Tomacelli, Jacopo Sannazaro, Pietro Summonte, Pietro Golino, de Griekse vluchteling Michael Marullus en diens land- en lotgenoot Manilius Cabacius Rallus.
Giovanni Pontano overleed in 1503 op 77-jarige leeftijd te Napels. Vlak voor hij stierf, stelde hij zijn eigen grafschrift op. Zijn graftombe staat in de kerk van Monte Oliveto, waar hij samen met zijn patroon Alfonso en vriend Sannazaro is afgebeeld.

## Werken
Hoewel hij belangrijke posities bekleedde, is Pontano vooral bekend door zijn geleerdheid. Hij was een groot dichter en beheerste verschillende genres. Pontano schreef historische werken, filosofische traktaten, leerdichten, verschillende dialogen en in het bijzonder liefdespoëzie. Hieronder volgt een overzicht van zijn belangrijkste werken.
Een belangrijk geschiedwerk van Pontano is De bello neopolitano, waarin hij de eerste baronnenoorlog beschrijft en de idealen van historiografie illustreert. Bovendien schreef hij een geschiedenis van Italië en belangrijke filosofische traktaten als De prudentia en De fortuna.
Pontano schreef ook over meteorologie, astronomie en tuinbouw. Het Meteororum liber is geschreven in hexameters en in dit werk schrijft Pontano over de vier elementen onder invloed van zon en maan. Volgens Pontano zelf en zijn tijdgenoten behoort het astrologisch gedicht Urania tot zijn beste werk, waarin hij niet alleen een poëtisch overzicht schetst van het heelal met haar planeten en sterren, maar waarin hij ook andere natuurlijke verschijnselen, landen, zeeën, planten, dieren en het menselijk bestaan beschrijft. In De hortis Hesperidum, dat geïnspireerd is op de Georgica van Vergilius, schrijft Pontano onder andere over de cultivatie van sinaasappelbomen.
De dialogen van Pontano behandelen voornamelijk morele en religieuze onderwerpen en geven een levendig beeld van het 15e-eeuwse Napels. Zijn eerste dialoog Charon is een dodengesprek waarin in de onderwereld wordt gediscussieerd over menselijke aangelegenheden. In het werk worden corrupte geestelijken en onverantwoordelijke politici door Pontano op de hak genomen. Actius gaat over een discussie over poëzie en geschiedenis tijdens een bijeenkomst van de Academie. In Aegidius vertelt Pontano hoe hij de oude man Calenzio troostte aan zijn sterfbed en Antonius droeg hij op aan Antonio Panormita. De satirische dialoog Asinus schreef hij naar aanleiding van zijn onrechtvaardige behandeling door de Aragonese familie. Het werk werd vanwege de politieke ondertoon pas na zijn dood gepubliceerd, maar zal ongetwijfeld in zijn privé-kring gecirculeerd hebben.
In zijn lyrische en erotische liefdespoëzie schreef Pontano voornamelijk over de jeugd en de liefde voor zijn vrouw, minnaressen en kinderen. De amore coniugali behandelt een vernieuwend onderwerp: liefde binnen het huwelijk. Voor het eerst in de literatuur wordt het geluk beschreven van het delen van het alledaagse leven met zijn vrouw en kinderen. Toch blijven de andere vrouwen in zijn leven een grote rol spelen in zijn poëzie. Parthenopeus, met als ondertitel Amores, is een dichtbundel in twee boeken, opgedragen aan Lorenzo Bonincontri, de man die Pontano inwijdde in de astrologie. Het is een verzameling liefdesgedichten, voornamelijk gericht aan de vrouwen Fanny en Cinnama. De dichtbundel Eridanus is opgedragen aan Stella, die hij ontmoette aan de oevers van de Po. Zij was ongeveer vijftien jaar zijn minnares. De Hendecasyllabi, ook wel Baiae genoemd, zijn geschreven in ‘het metrum van Catullus’ en gaan over de familieleden, collega’s, vrienden en vriendinnen van Pontano. De tumulis is een dichtbundel elegieën, waarin hij overleden vrienden en kennissen herdacht.
Ten slotte heeft Pontano een aantal epigrammen, lyrische gedichten en hymnen op zijn naam staan. De laudibus divinis behoort tot zijn hymnenbundels. Lepidina is een pastoraal gedicht, waarin het huwelijk tussen de rivier de Sebeto met de nimf Parthenope wordt beschreven. Meliseus behoort ook tot het pastorale genre en droeg Pontano op aan zijn overleden vrouw.
Pontano wordt beschouwd als een van de beste Neolatijnse dichters van de Italiaanse renaissance.